# موتور امیر
موتور امیر یا شزاردر shezaar-dar، روستایی در دهستان ابتر بخش مرکزی شهرستان ایرانشهر در استان سیستان و بلوچستان ایران است که در 45 کیلومتری جادۀ کوهستانی ایرانشهر به مهرستان واقع شده است. مردم این روستای غالباً دامپرور و کشاورز جزء هستند.
شزاردر در کنار رودخانه ای به همین نام واقع شده است که در جنوب همین روستا به رودخانۀ کُنارو می پیوندد. این روستا یکی از مجموعه روستاهای کوهستان همُنت است. 

## جمعیت
بر پایه سرشماری عمومی نفوس و مسکن در سال ۱۳۹۵، جمعیت این روستا برابر با ۱۶۲ نفر (۵۵ خانوار) بوده‌است.